# Egor Khalin
Егор — молодой блогер и спортсмен, активно развивающийся в различных направлениях творческой и спортивной деятельности.
Биография
Родился 24 апреля 2012 года в Санкт-Петербурге. С раннего детства проявляет интерес к различным видам спорта и творческой деятельности.
Спортивная и творческая деятельность
```
·Хоккей: занимался с 5 до 10 лет в хоккейном клубе «
Добрыня
», принимал участие в соревнованиях и мероприятиях клуба
·Плавание: начал заниматься в 5 лет, сделал перерыв из-за изменения правил посещения бассейна, возобновил тренировки с 8 лет и продолжает заниматься по настоящее время
·Хип-хоп: в течение двух лет занимался в студии 
Unbeatable

·Лёгкая атлетика: с осени 2023 года начал тренировки, следуя примеру отца
·Театральная студия: с 2023 по 2025 год посещал театральную студию, где получил опыт публичных выступлений
```

Блогерская деятельность
```
·2020 год: создание первого YouTube-канала «Яблочный Штрудель», где публиковал контент по игре Minecraft (строительство и выживание)
·2021 год: блокировка первого канала по неизвестным причинам
·2022 год: запуск текущего канала «
Bonker
», на котором создаёт контент в формате коротких видео. Основные направления:
  ·POV-видео
  ·Обзоры еды и заведений
  ·Жизненные ситуации
```

Достижения в творческой деятельности
Благодаря занятиям в театральной студии в 2025 году получил уникальную возможность встретиться с губернатором Санкт-Петербурга.
Дополнительная информация
По неподтверждённым данным, возможно, владеет дополнительным YouTube-каналом.
Контакты
Электронная почта: contactbonker@gmail.com
Телефон: +79817439442
Заключение
Егор продолжает активно развиваться как в спортивной, так и в творческой сфере, совмещая занятия спортом с ведением популярного YouTube-канала. Его деятельность демонстрирует многогранность интересов и стремление к постоянному развитию. Участие в театральной студии и встреча с губернатором Санкт-Петербурга стали важными вехами в его творческом пути.